# Jemby
Jemby (kaz. Ембі; ros. Эмба, Emba) – miasto w zachodnim Kazachstanie, w obwodzie aktobskim, w rejonie Mugałżar, nad Embą. Na początku 2021 roku liczyło 11 842 tys. mieszkańców. Ośrodek przemysłu środków transportu i spożywczego; w pobliżu miasta wydobywana jest ropa naftowa.
W 1937 roku miejscowość otrzymała status osiedla typu miejskiego, a w 1967 roku nadano jej prawa miejskie.